# Illo Puseo
Flavio Illo Puseo (in latino Flavius Illus Pusaeus; ... – prima del 486) è stato un politico e filosofo romano di età imperiale.

## Biografia
Puseo fu discepolo del filosofo platonico Proclo presso la sua scuola ad Alessandria d'Egitto; dello stesso circolo pagano di discepoli facevano parte Pamprepio (ispiratore della rivolta di Illo), Marcellino (comandante militare semi-indipendente in Illiria), Antemio (console e imperatore d'Occidente) e Flavio Messio Febo Severo (console e praefectus urbi).
Nel 465 fu Prefetto del pretorio d'Oriente; nel 467 divenne console, mentre in Occidente sedeva sul trono imperiale il suo condiscepolo Antemio. Tra il 467 e il 468 fu in carica come Prefetto del pretorio d'Oriente, alla guida del tribunale che giudicò Isocasio; se questo fosse il secondo incarico o se fosse in carica dal 465 dipende dal fatto che Eritrio, attestato come Prefetto del pretorio 466, lo fosse d'Oriente o dell'Illirico.
Un'iscrizione in latino, circondata da iscrizioni in greco, incassata nelle mura di Costantinopoli nei pressi della quinta torre militare (dove l'ultimo imperatore bizantino, Costantino XI, andò al disperato assalto contro le truppe dell'Impero ottomano), c'è un'iscrizione che attesta che «Puseo, non meno del grande Antemio, rafforzò le torri e le porte».
Morì prima del 486.